# Couteau zombie

Illustration du couteau zombie

Le couteau zombie est une arme blanche.
Il s'agit d'un couteau à grandes lames dentelées, interdit au Royaume-Uni depuis 2024. L'année suivante, il fait l'objet d'un rapport parlementaire sur les violences par armes blanches chez les mineurs de la part de Naïma Moutchou, députée et vice-présidente de l'Assemblée nationale française, qui prône son interdiction estimant que sa détention est devenue un « phénomène » sur « n'importe quel territoire » du pays,. Elle ajoute que c'est  « un objet de mort, aux allures de gadget, inspiré des jeux vidéo. Accessible à tous sans aucun contrôle ».